# 種子島警察署
種子島警察署（たねがしまけいさつしょ）は、鹿児島県西之表市にある、鹿児島県警察所管の警察署。署長の階級は警視。

## 管轄区域
- 西之表市、中種子町、南種子町
※種子島及び馬毛島に該当する地域

## 所在地
- 鹿児島県西之表市西之表16381番地9

## 組織
- 警務課
- 会計課
- 生活安全刑事課
- 地域課
- 交通課
- 警備課

## 交番
平成29年４月の組織再編により、下記のとおり移転・統合・新設された。
- 現和駐在所を西之表交番へ統合、同時に西之表交番を現在の場所に移転。
- 浜津脇駐在所と坂井駐在所を中種子交番へ統合。
- 南種子駐在所・島間駐在所・西之駐在所・茎永駐在所を統合し、新たに南種子交番を現在の場所に新設。

- 西之表交番（にしのおもて・西之表市栄町1番地1）※西之表市天神町5番17号から移転
- 中種子交番（なかたね・中種子町野間5122番地30）
- 南種子交番（みなみたね・南種子町中之上2790番地）

## 駐在所
- 国上駐在所（くにがみ・西之表市国上2261番地1）
- 古田駐在所（ふるた・西之表市古田1173番地2）

※以下は平成29年４月の組織再編により廃止された駐在所
- 現和駐在所（げんな・西之表市現和6232番地6）
- 浜津脇駐在所（はまつわき・中種子町納官6375番地6）
- 坂井駐在所 （さかい・中種子町田島308番地3）
- 南種子駐在所 （みなみたね・南種子町中之上2217番地1）
- 島間駐在所 （しまま・南種子町島間175番地19）
- 西之駐在所 （にしの・南種子町西之1846番地1）
- 茎永駐在所 （くきなが・南種子町茎永586番地2）